# Flying Colors
Flying Colors é um supergrupo de rock formado em 2012 por Mike Portnoy, Dave LaRue, Casey McPherson, Neal Morse e Steve Morse.
A banda foi concebida pelo produtor Bill Evans, que pensou em um grupo que mesclasse composições complexas, porém acessíveis.
Neal Morse e Steve Morse foram os primeiros músicos recrutados, e inicialmente Kerry Livgren (ex-Kansas) também foi contemplado, mas sofreu um derrame em 2009 que o impossibilitou de se envolver com o projeto. Mike Portnoy e Dave LaRue entraram logo depois, e faltava preencher a vaga de vocalista, uma vez que Neal Morse ficaria num papel de mais suporte em termos vocais. Após analisar centenas de candidatos, Bill aceitou a sugestão de Mike: Casey McPherson, um nome mais jovem e desconhecido do que os outros integrantes. Neal comentou que "a ideia de ter um cantor de verdade, em vez de um músico que cantava, realmente abriu um mundo totalmente diferente".

## Integrantes
- Casey McPherson – vocais, guitarra, teclados
- Steve Morse – violão, guitarra
- Dave LaRue – baixo
- Neal Morse – teclados, vocais
- Mike Portnoy – bateria, percussão, vocais

## Discografia
- Flying Colors (2012)[3]
- Second Nature (2014)
- Third Degree (2019)